# 클로드 몬죠
클로드 몬죠(영어: Claude Mongeau)는 캐나다의 기업인으로, 2010년 1월 1일부터 2016년 7월 1일까지 캐나다 녀셔널 철도 (Canadian National Railway)의 CEO와 회장을 역임했다. 캐나다 맥길 대학교 졸업 이후, 컨설팅 회사 베인앤드컴퍼니에서 첫 직장생활을 하였다. 이후 철도업계에서 커리어를 쌓아 마침내 CN Railyway의 회장이 되었다.